# Igoville
Igoville è un comune francese di 1 542 abitanti situato nel dipartimento dell'Eure nella regione della Normandia.

## Storia

### Simboli
Lo stemma del comune si blasona:
Nel 2010 Denis Joulain, araldista autore di L'Eure des blason, fu incaricato dal Comune di creare un nuovo stemma.
Il leopardo d'oro su fondo rosso in alto è il simbolo dell'appartenenza alla Normandia. I tre drakkar che risalgono il corso della Senna ricordano l'invasione vichinga. Il castello con tre torri fa riferimento ad antiche fortezze locali: 
il Fort de Limaie del XIII secolo che si trovava sulle rive della Senna, di fronte a Pont-de-l'Arche, demolito verso la fine del XVIII secolo;
il castello della Sahatte, danneggiato dai bombardamenti della seconda guerra mondiale, venne abbandonato e cadde in rovina;
l'attuale Municipio, il solo castello ancora esistente, datato tra il 1610 e il 1620, fu acquistato in cattivo stato di conservazione dal Comune nel 1990. Dopo importanti lavori di ristrutturazione ora ospita il municipio, la biblioteca, vari uffici e ambienti per le associazioni.

## Società

### Evoluzione demografica
Abitanti censiti